# 117 (getal)
117 is het natuurlijke getal volgend op 116 en voorafgaand aan 118.

## In de wiskunde
Honderdenzeventien is
- een Harshadgetal
- een Pentagonaal getal

## Overig
Honderdzeventien is ook:
- het jaar 117 B.C. of het jaar A.D. 117
- het scheikundig element met atoomnummer 117 is tennessine (Ts)
- in Italië wordt 17 als ongeluksgetal beschouwd, daarom wordt 117 als vervanging gebruikt. Toen Renault de R17 naar Italië exporteerde, werd de naam gewijzigd in R117.
- een waarde uit de E-reeks E192
- het registratienummer van supersoldaat Masterchief uit de game reeks Halo